# Solatisonax borealis
Solatisonax borealis är en snäckart som först beskrevs av Addison Emery Verrill och S. Smith 1880.  Solatisonax borealis ingår i släktet Solatisonax och familjen Architectonicidae. Inga underarter finns listade i Catalogue of Life.